# 2 LOVE AGAIN
『2 LOVE AGAIN』（ツー・ラヴ・アゲイン）は1998年8月26日に発売された山根康広10枚目のシングル。発売元は東芝EMI。

## 概要
前作から半年ぶりのシングル。C/Wは1996年の自身の30回目の誕生日に日本武道館で行われた記念ライブの楽曲を収録している。

## 収録曲
全曲共通　作詞・作曲・編曲：山根康広　
1. 2 LOVE AGAIN
テレビ東京系「わいん好き」エンディング・テーマ
2. I LOVE YOU-ONLY YOU
（ROUTE 816 NIPPON BUDOKAN 1996.8.16 LIVE VERSION）
3. 2 LOVE AGAIN（オリジナル・カラオケ）